# Michel Bernstein
Pour les articles homonymes, voir Bernstein.
Michel Bernstein (Paris 9e, 1er avril 1931 - Saint-Priest-en-Jarez, 31 octobre 2006) est un producteur français de musique et fondateur de plusieurs labels discographiques.
Le premier contact avec la musique classique de Bernstein, fut d'entendre  à l'école à l'âge de 15 ans son professeur de musique jouer Beethoven sur un piano désaccordé ; mais par la suite il est pris d'un vif intérêt pour la musique et l'enregistrement,.

## Vendôme
Bernstein fonde sa première maison de disques, Vendôme, en 1954. Elle n'a publié que 5 LP.
La première publication est le premier enregistrement mondial des Proses lyriques de Debussy, par la soprano suisse installé à Paris, Flore Wend, accompagnée par la pianiste Odette Gartenlaub, avec André Charlin comme ingénieur du son, enregistré à la Salle Adyar, Paris. Lequel disque, qui incluait aussi les Chansons de Bilitis et les Ballades de François Villon, a reçu des critiques élogieuses dans le magazine français Disques. La publication suivante consistait dans un programme Bach joué par l'organiste Pierre Cochereau, sur l'orgue de l'Église Saint-Roch à Paris. Suivie par un autre disque d'orgue de Bach, l'Orgelbüchlein, interprété par le Danois Finn Viderø.

## Valois
Son deuxième label, Valois, commence par enregistrer Sándor Végh et son Quatuor, puis des disques de Clément Janequin et les Amours de Ronsard avec l'Ensemble polyphonique de Paris du compositeur Charles Ravier. Ravier réenregistre pour Bernstein dans les années 1970 deux disques des Meslanges de Lassus, le second d'entre eux profondément problématique, sans répétitions.
Le pianiste américain basé à Paris, Noël Lee, fait de nombreux enregistrements pour Valois : Aaron Copland, Ravel, Chopin et le  quintette de Brahms avec le Quatuor Danois. Puis, à partir de 1965, il enregistre des mélodies et lieder de Ravel, Duparc, Robert Schumann, Moussorgski, etc. avec le baryton  hollandais Bernard Kruysen, et participe à des enregistrements de Jean Barraqué. Bernstein a enregistré quelques disques Ravel avec le pianiste Jean-Charles Richard, ainsi que les Dichterliebe et les Liederkreis de Robert Schumann, puis des mélodies de Debussy avec Kruysen et Richard. 
À cette période — avant que le marché européen du disque ne soit intégré — bon nombre des productions de Valois étaient autorisées à être vendues sous licence, tout comme Valois l’était à publier des enregistrements d'autres labels. Par exemple, le Requiem d'Ockeghem par les Madrigalistes de Prague, dirigé par Miroslav Venhoda chez Supraphon, a pu sortir à la fois chez Valois en France et Telefunken en Allemagne.
Valois a été cédé à Auvidis au début des années 1990 et ce dernier à Naïve Records en 1998.

## Astrée
En 1975, Bernstein fonde son troisième label, Astrée. L'objectif de la nouvelle maison est centré sur la musique française du XVIIe siècle, pour orgue, clavecin, viole de gambe et luth. La devise de l'étiquette était Deffense & Illvstration de la Mvsiqve Française, parodiant le manifeste de Joachim du Bellay pour la poésie, imprimée sur les 39 premiers disques parus.
Astrée, avec Harmonia Mundi de Bernard Coutaz, a été l'un des leaders du début de l'enregistrement de la musique ancienne en France. Avec des artistes tels que la claveciniste Blandine Verlet, le pianofortiste Paul Badura-Skoda, le luthiste Hopkinson Smith, l'intégrale de l'œuvre pour orgue de Bach par Michel Chapuis, les premiers enregistrements de Philippe Herreweghe, du Quatuor Mosaïques, de Rinaldo Alessandrini et bien d'autres, notamment les deux enregistrements « difficiles » d'Esther Lamandier autour du Décaméron et des Cantigas de Santa María.
L'un des grands artistes du label était Jordi Savall, que M. Bernstein a recruté à partir d'EMI. Suivit la production de toute une série d'enregistrements allant de la Renaissance au répertoire de la période classique, notamment la célèbre bande originale du film Tous les matins du monde, en 1991. Cependant Bernstein avait vendu dès 1985, le contrôle d'Astrée à Auvidis, racheté ensuite par Naïve, qui, peu après, a acquis également le label de Yolanta Skura, Opus 111. La plupart des artistes d'Astrée sont restés avec Auvidis-Naïve, sauf Jordi Savall qui a fondé son propre label, Alia Vox, en rachetant les droits du fonds de catalogue.

## Arcana
Pour les articles homonymes, voir Arcana.
En 1992, Bernstein fonde à Nantes, son quatrième label, Arcana. Quelques artistes, tels que Rinaldo Alessandrini et Fabio Biondi contribuent au lancement de la nouvelle maison Bernstein, en faisant des enregistrements sans rémunération.
De nouveau Arcana se concentre sur la musique ancienne, avec de nouveaux artistes : l'ensemble Ars Antiqua Austria, le Quatuor Festetics, l'ensemble La Reverdie et l'ensemble Dialogos. Arcana publie également le premier enregistrement de Debussy sur instruments d'époque, avec des œuvres de musique de chambre interprétées par la famille Kuijken.
À la suite du mariage de Bernstein avec la philosophe et ingénieur du son Charlotte Gilart de Keranflec'h, les publications du label ont alors porté la mention : Charlotte et Michel Bernstein Éditeurs.
Bernstein meurt d'une crise cardiaque lors de la configuration des microphones pour une session d'enregistrement, avec l'ensemble Dialogos, d'œuvres du répertoire proche d'Abbon de Fleury.
Après une interruption d'activité, depuis janvier 2008 le label Arcana est géré par 551 Media S.r.l., Omegna, en Italie, qui a réédité des enregistrements de Mala Punica, Crawford Young et du Ferrara Ensemble. De nouveaux enregistrements ont été effectués au début de 2009, avec un disque de l'ensemble La Reverdie, Sacri Sarcasmi.